# Platyrhina psomadakisi
Platyrhina psomadakisi ist eine kleine Rochenart aus der Familie der Dornrücken-Gitarrenrochen (Platyrhinidae). Sie wurde erst im Jahr 2016 neu beschrieben und kommt im nordöstlichen Indischen Ozean (Andamanensee) an der Küste Myanmars vor. Platyrhina psomadakisi ist die einzige aus dem Indischen Ozean bekannte Art der Dornrücken-Gitarrenrochen.

## Merkmale
Von den vier für die Erstbeschreibung untersuchten Exemplaren war das größte, ein ausgewachsenes Männchen, 38 Zentimeter lang.  Der Schwanz ist deutlich länger als die Körperscheibe. Die Körperscheibe ist herzförmig, der Schwanz hat auf seiner Oberseite eine Reihe auffällig großer Dornen und bei ausgewachsenen Exemplaren zusätzlich je eine Reihe kleiner Dornen an den Seiten. Auf der Körperscheibe befinden sich größere Dornen in der Rückenmitte und im Schulterbereich. Auf der Rückenseite sind die Fische graubraun gefärbt, mit einigen undeutlichen, breiten, dunklen Querstreifen auf dem Rücken und fünf dunklen Sätteln auf dem Schwanz. Flossen und Dornen sind ebenfalls graubraun. Die Bauchseite der Tiere ist weißlich, manchmal mit dunklen Flecken. Die Augen sind klein, die weit auseinander stehenden Nasenöffnungen sind schmal. Die Haut ist mit zahlreichen scharfen Placoidschuppen bedeckt und wirkt bei Jungfischen dadurch samtartig. Ausgewachsene Exemplare bekommen größere Dornen, z. B. vom Nacken bis zur ersten Rückenflosse, je drei auf den Schultern und vier bis sechs nah der Augen und ihre Haut wirkt rauer als die anderer Dornrücken-Gitarrenrochen. Der Abstand zwischen den beiden Rückenflossen ist mehr als doppelt so lang wie die Basis der Rückenflossen. Die Klaspern der Männchen sind sehr lang und reichen bis hinter der Basis der ersten Rückenflosse.
Von anderen Arten der Gattung Platyrhina kann Platyrhina psomadakisi durch die dunklen Querbänder auf dem Rücken und die Sattelzeichnung auf dem Schwanz und die weiter auseinander stehenden Rückenflossen gut unterscheiden lassen, von Platyrhina hyugaensis zusätzlich durch den raueren Rücken und nur 3 Dornen auf jeder Schulter (4 bei P. hyugaensis).

## Lebensweise
Platyrhina psomadakisi lebt küstennah in Tiefen von 60 bis 160 Metern. Über das Verhalten und die Lebensweise der Tiere ist nichts bekannt.